# Ганганагар
Ганганагар (хинди गंगानगर, англ. Ganganagar) — город в северо-западной части Индии, в штате Раджастхан, административный центр округа Ганганагар. Город был основан махараджей княжества Биканер Ганга Сингхом в конце XIX века.

## География и климат
Город находится в северной части Раджастхана, на севере пустыни Тар, вблизи от границы с Пакистаном. Абсолютная высота — 163 метра над уровнем моря.
Ганганагар расположен на расстоянии приблизительно 373 километров к северо-западу от Джайпура, административного центра штата и на расстоянии 337 километров к западу-северо-западу от Дели, столицы страны.
Климат Ганганагара характеризуется большим значением годовой амплитуды температур (от 50 °C летом, до 0° в зимний период). Среднегодовое количество осадков — 200 мм.

## Демография
По данным официальной переписи 2001 года, население составляло 210 713 человек, из которых мужчины составляли 55 %, женщины — соответственно 45 %. Уровень грамотности населения составлял 71 % (при среднем по Индии показателе 59,5 %).
Динамика численности населения города по годам:
| 1991    | 2001    | 2011    |
| ------- | ------- | ------- |
| 161 482 | 210 713 | 250 041 |

## Экономика
Основой экономики города лежит сельскохозяйственное производство. Основными возделываемыми культурами являются пшеница, горчица и хлопок. В связи с этим город получил неофициальное название «продовольственная корзина Раджастхана». В Ганганагаре расположены предприятия по переработке хлопка, а также крупный сахарный завод.